# Львов Сергій Сергійович
Сергій Сергійович Львов (18 серпня 1930, СРСР — 11 серпня 1993, Україна) — художник-живописець ХХ століття.

## Життєпис
Сергій Львов народився 18 серпня 1930 року в селищі Леніно-Дачному Ленінського району Московської області (нині РФ). Упродовж 1949—1956 років відбував покарання як репресований у Східному Сибіру, Казахстані.
Від 1956 року жив у м. Тернополі. У 1971 році закінчив художньо-графічний факультет Одеського педагогічного інституту (нині Південноукраїнський педагогічний університет).
Від 1957 року був учасником індивідуальних (Тернопіль, 1985—1987, 1990, 2000) та колективних (Київ, Львів, Москва (РФ), Тернопіль) виставок. Практикував монументальний та станковий живопис, такі жанри малярства як пейзаж і натюрморт.
За часів більшовицького режиму Львов Сергій Сергійович, як і Омелян Ярослав Максимович, Заслужений художник України, зазнав політичних репресій. У 1994 р. художній музей Тернопіля організував виставку творів художників-жертв репресій, на якій було представлено понад 40 робіт живопису і графіки.
Помер Сергій Львов 11 серпня 1993 року в Тернополі.

## Творчий доробок
- 1961 — «Розповіді старого гуцула»;
- 1965 — «Церква Різдва»;
- 1968 — 170 графічних творів («У задумі»);
- 1969 — «Червоні маки» (1969);
- 1970-ті — «Сон», «В березовому лісі», «Чортків», «Старе дерево», «Одинокий будинок», «Хатина в горах», «Розмова», «Тернопільський парк. Набережна», «Село над Збручем», «Надзбручанське весілля», «Яблуні цвітуть»;
- 1971 — «Хотинська фортеця», «Березовицький млин»;
- 1972 — «Рани землі»;"Кам'янець-Подільська фортеця"
- 1975 — «Седнівські далі», «Архітектурні мотиви», «Село»;
- 1978 — «Останній промінь»;
- 1980-ті — «Бузок цвіте», «Золота осінь»;
- 1986—1988 — монументальні розписи: «Тернопіль» (домобудівний комбінат), «450 років Тернополю»; " Кутківецька весна"
- 1987 — «Шевченкові стежки. Седнів», «Останній сніг», «Зима в селі»;
- 1989 — «Весняний пейзаж»;
- 1990 — «Промінь надії».

Нині в Тернопільському обласному краєзнавчому музеї зберігаються 57 живописних робіт Сергія Львова.